# Product information management
Product information management-system vardagligt kallat PIM, eller PIM-system är ett system som används för att förädla data som skall presenteras t.ex. i en E-handel och/eller kataloger i tryckt eller PDF-format.
Flödesmässigt baseras ett företags handel på data som finns i affärssystemet (ERP-systemet) där alla artikelnummer finns. Det är också gentemot affärssystemet som transaktioner för försäljningsdata, priser och leveranser ofta sker.
PIM-system finns både som separata produkter (se nedan) men också inbyggda i olika e-handelslösningar.

## Saker som PIM-systemet hanterar

### Produkt/artikelfördelning
En utmaning med E-handel kan vara att t.ex. marknadsföra en mobiltelefon som finns som en produkt men med många olika konfigurationer (t.ex olika färger och minnesstorlekar). Varje konfiguration är generellt sett ett artikelnummer i affärssystemet, men för en kund som ska köpa mobiltelefonen så vill man endast se mobiltelefonen och sedan välja färg och storlek på minne.
Beskrivningen behöver då förflyttas till produktnivå och även alla grundläggande fakta såsom vikt, mått etc. medan artikelberoende kapacitet behöver ligga på artikelnivå. I PIM-systemet grupperas därför flera artiklar under en produkt som de delar egenskaper med men vissa egenskaper kan behöva ligga på artikelnivå (t.ex. färgnamn utifrån exemplet).

### Relaterade produkter
En annan bit som hanteras i PIM-systemet är relationerna mellan produkter. Dels kan det handla om olika format på samma grundprodukt, men också relationer till t.ex. tillbehör eller reservdelar som passar. För att webshopen skall kunna visa vilka tillbehör som passar till produkten man överväger att köpa så behövs en koppling. Denna koppling hanteras i PIM-systemet. Även så kallad "upsell", att sälja en lite dyrare produkt, kan sättas upp i PIM-systemet där man då påvisar vilken som är steget upp och steget ner från den produkt kunden just nu tittar på.

### Relaterade dokument och bilder
I PIM-systemet kan man koppla på dokument såsom certifikat, instruktionsböcker m.m. men också produktbilder som sedan förs över till webshopen.

## Utgående kopplingar
Datan som finns i PIM-systemet kan dels användas för att skicka data till en e-handelsplattform, men kan också användas för att vara grunden i en konfigurator.
Datan kan också utnyttjas till att skapa produktkataloger, prislistor etc. via direkta byggen av dessa i PIM-systemet eller via integrationer mot t.ex Indesign.

## Exempel på PIM-system
- Inriver
- Stibo Step
- Litium PIM
- Gryphon PIM
- C4 PIM
- Pimcore
- Akeneo
- Bizzkit